# Rio Weyib
O rio Weyib  (também rio Gestro; Wabē Gestro ou Web) é um curso de água do leste da Etiópia. Nasce nas Montanhas Bale a leste da cidade Goba na região de Oromia, fluindo para leste, até passar pelas Cavernas Omar Sof e depois para o sudeste até se juntar ao rio Ganale Dorya na região somali nas coordenadas 4° 17′ N, 42° 02′ L.